# Morgenblätter
Morgenblätter ist ein Walzer von Johann Strauss Sohn (op. 279). Das Werk wurde im Jahr 1863 komponiert und am 12. Jänner 1864 unter der Leitung des Komponisten anlässlich eines Balles im Sofien-Bad Saal in Wien uraufgeführt.